# Name Taken
Name Taken fue una popular banda musical de pop punk originaria de Los Ángeles, Estados Unidos. La banda se disolvió en 2005.

## Miembros finales de la banda
- Chad Atkinson - Vocales/Bajo
- Ryan Edwards - Guitarra
- Blake Means - Guitarra
- Juan Pereda - Batería

## Discografía
- The Stupid Chad EP (Independent, ?)
- The Silent Game (Top Notch Records, 2001)
- Hold Your Breath, You Know How Long (2002)
- Bayside/Name Taken split (Dying Wish Records, 2003)
- Hold On (Fiddler Records, 2004)